# Шахбаз, Самир Абдель Салям
Сами́р Абде́ль Саля́м Шахба́з (род. 29 сентября 1974, Багдад, Ирак) — российский журналист и телеведущий.

## Биография
Родился 29 сентября 1974 года в Багдаде.
Окончил Колледж Сент-Луиса (США). В 1999 году окончил романо-германское отделение филологического факультета МГУ им. М. В. Ломоносова по специальности «преподаватель английского языка и литературы», затем — аспирантуру того же факультета, где в 2010 году защитил кандидатскую диссертацию на тему «Образ и его языковое воплощение».
В 1995 году работал диктором английской редакции ГТРК «Голос России», затем международным обозревателем газеты «Россія». Некоторое время вёл программу «Обзор прессы» на «Открытом радио».
В 2001 году пришёл на канал «ТВ Центр» — сначала на должность редактора и комментатора международной информации, затем — политического обозревателя и ведущего программ «События» и «События. 25-й час». Ушёл с канала в 2006 году.
После ухода с «ТВ Центра» работал ведущим на радиостанции «Сити-FM».
С 2006 по 2009 год — ведущий информационных программ телеканала «Вести». В 2009 году — ведущий авторского цикла «Проект Обама». По собственному признанию, из десятков интервью с известными персонами наибольшее впечатление на него произвело интервью с патриархом Алексием II 30 октября 2008 года:

«Интервью было действительно немало, но то, которое запомнится навсегда, — интервью с патриархом Алексием Вторым. Мне посчастливилось не только побеседовать с ним, но и получить его благословение». — СМИ.ru
Осенью 2009 года перешёл на должность заместителя руководителя Объединённой редакции иновещания «РИА Новости». В 2011 году был переведён в бюро агентства в Вашингтоне, где работал до начала 2013 года.
С 2014 года является исполнительным продюсером программ новостей канала RT America с ведущими Эдом Шульцем и Риком Санчезом.
Владеет английским и французским языками. Кандидат в мастера спорта по шахматам.

## Семья
В январе 2011 года у Самира Шахбаза родилась дочь.
Младший брат: Владимир Шахбаз — журналист, в 2006—2012 гг. — специальный корреспондент «Первого канала», в 2012—2014 гг. — ведущий информационных программ телеканала «Россия-24».